# Karine Schuler
Pour les articles homonymes, voir Schuler.
Karine Schuler, née le 29 novembre 1968 à Versailles, est une nageuse synchronisée française.

## Biographie
Karine Schuler remporte la médaille d'or par équipe et la médaille d'or en duo avec Muriel Hermine aux Championnats d'Europe de natation 1987. Aux 1989, elle est médaillée d'or en duo avec Anne Capron et par équipe et médaillée d'argent en solo. Elle fait aussi partie de la sélection française de natation synchronisée aux Jeux olympiques d'été de 1988 et aux Jeux olympiques d'été de 1992.